# Listă de filme bazate pe lucrările lui Jack London

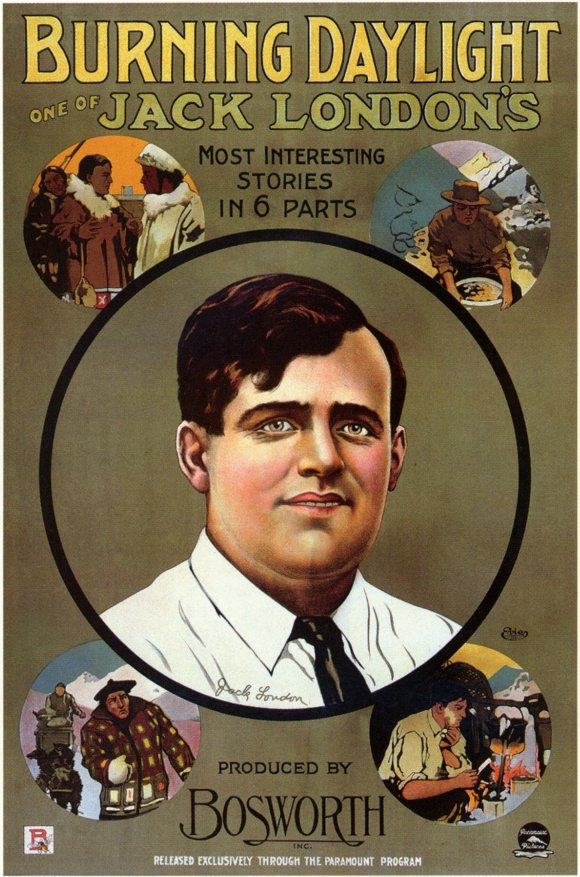
Burning Daylight: The Adventures of 'Burning Daylight' in Civilization (1914

Aceasta este o listă de ecranizări bazate pe lucrările lui Jack London (în ordinea cronologică a apariției lucrărilor scrise):

## Filme
- Ecranizări cinematografice ale romanului Chemarea străbunilor: (1903)
  - The Call of the Wild (1923)
  - Call of the Wild (1935)
  - The Call of the Wild (1972)
  - Call of the Wild (2009)
  - Chemarea străbunilor (2019)

- Ecranizări cinematografice ale romanului Lupul de mare (1904):
  - The Sea Wolf (1913)
  - The Sea Wolf (1920)
  - The Sea Wolf (1926)
  - The Sea Wolf (1930)
  - The Sea Wolf (1941)
  - Wolf Larsen (1958)
  - Legend of the Sea Wolf (1975)
  - The Sea Wolf (1993)

- Ecranizări cinematografice ale romanului Colț Alb (1906):
  - White Fang (1973)
  - Colț alb (1946), film sovietic
  - Challenge to White Fang (1974)
  - White Fang to the Rescue (1974)
  - White Fang (1991)
  - White Fang 2: Myth of the White Wolf (1994)

- Ecranizări cinematografice ale romanului de memorii de călătorie The Road (1907)
  - Emperor of the North Pole[1] (1973). Regizat de Robert Aldrich, cu Lee Marvin, Ernest Borgnine, Keith Carradine.

- Ecranizări cinematografice ale romanului Călcâiul de fier‎ (1908):
  - Călcâiul de fier, Железная пята (Rusia, 1919). Regia Vladimir Gardin
  - Călcâiul de fier al Oligarhiei, Железная пята олигархии (Rusia, 1999). Regia Aleksandr Bashirov[2]

- Ecranizări cinematografice ale romanului Martin Eden (1909)
  - Martin Eden (1914)
  - The Adventures of Martin Eden (1942)

- Ecranizări cinematografice ale romanului Burning Daylight (1910):
  - Burning Daylight: The Adventures of 'Burning Daylight' in Alaska  (1914). Regia Hobart Bosworth[3][4]
  - Burning Daylight: The Adventures of 'Burning Daylight' in Civilization (1914). Regia Hobart Bosworth[5][6]
  - Burning Daylight (1920)
  - Burning Daylight (1928)
  - Burning Daylight (2010)[7]

- Ecranizări cinematografice ale romanului John Barleycorn (1913)
  - John Barleycorn (1914)[8]

- Ecranizări cinematografice ale romanului The Valley of the Moon (1913)
  - Valley of the Moon (1914)[9][10]

- Ecranizări cinematografice ale romanului The Mutiny of the Elsinore (1914)
  - The Mutiny of the Elsinore (1920)
  - Les mutinés de l'Elseneur  (1936)
  - The Mutiny of the Elsinore (1937)

- Ecranizări cinematografice ale romanului Michael, Brother of Jerry (1917)
  - Mihail, cîine de circ (1979)

- Ecranizări cinematografice ale romanului The Assassination Bureau, Ltd (1963)
  - The Assassination Bureau (1969)

- Ecranizări de povestiri
  - The Devil's Skipper (1928).[11] Regia John G. Adolfi
  - By the Law, По закону (1926). Bazat pe povestirea  "The Unexpected"[12][13][14][15]
  - The Fighter (1952). Bazat pe povestirea  "The Mexican" (1911).[16]
  - For Love of Gold (1908). Bazat pe povestirea "Just Meat".[17][18]
  - Money Mad (1908). Bazat pe povestirea "Just Meat".[19] Regia D. W. Griffith
  - An Odyssey of the North (1914). Bazat pe o povestire omonimă.[20][21]
  - Prowlers of the Sea (1928). Bazat pe povestirea "The Siege of the Lancashire Queen".[22]
  - Queen of the Yukon (1940)
  - Tropical Nights (1928). Bazat pe povestirea "A Raid on the Oyster Pirates".

- Filme bazate pe povestirea „To Build a Fire”
  - To Build a Fire (1969) de  David Cobham, cu Ian Hogg ca omul și Orson Welles ca naratorul.[23]
  - To Build a Fire (2003) versiune franceză  cu Olivier Pagès.[24]
  - To Build a Fire (2008) versiune  americană cu o poveste nodificată.[25]
  - Construire un feu (1927-1928) un scurtmetraj timpuriu de Claude Autant-Lara.[26][27]
  - Construire un Feu (2016). Scurtmetraj de animație bazat pe o povestire omonimă, "To Build a Fire". Regia François-Xavier Goby.[28][29][30][31]

- Filme bazate pe călătoria lui Jack London de la San Francisco la Klondike.
  - Klondike Fever (Câmpiile cu aur, 1980). Regia Harry Alan Towers[32]
  - North to the Klondike (1942)[33]

## Seriale și filme TV
- Ecranizări TV ale romanului Chemarea străbunilor: (1903)
  - The Call of the Wild (1976, film TV)
  - The Call of the Wild: Dog of the Yukon (1996, film TV)
  - Call of the Wild (2000, serial TV)

- Ecranizări TV ale romanului Lupul de mare (1904):
  - Sea Wolf (2009, miniserie)

- Ecranizări TV ale romanului Colț Alb (1906):
  - The Legend of White Fang (1992, serial TV animat)
  - White Fang (1993,  serial TV)